# ダビド・シルバ
ダビド・ホスエ・ヒメネス・シルバ（David Josué Jiménez Silva, 1986年1月8日 - ）は、スペイン・カナリア諸島出身の元サッカー選手。元スペイン代表。現役時代のポジションはミッドフィールダー。

## クラブ経歴

### 生い立ち
父はテルセーラ・ディビシオン（4部）でのプレー経験があるサッカー選手で、ダビドがバレンシアCFに在籍していたときには同クラブの警備責任者をしていたが、ダビドのマンチェスター・シティFC移籍と同時期に退職した。父親はカナリア諸島出身、母は日系人である。

### バレンシアFC

#### レンタル先での活躍
15歳のときに地元カナリア諸島のクラブからバレンシアCFの下部組織に加入した。2004年夏にセグンダ・ディビシオン（2部）のSDエイバルにレンタル移籍してプロデビューを果たし、2004-05シーズンは35試合に出場して5得点を決めて注目を集めた。2005-06シーズンはプリメーラ・ディビシオン（1部）に昇格したばかりのセルタ・デ・ビーゴにレンタル移籍する。シーズン開幕から2試合は途中出場だったが、2005年8月28日のマラガCF戦（ホーム）以降はレギュラーとしてプレーするようになり、34試合に出場して4得点を挙げた。
この頃、バレンシア・U-17代表の同僚シシーニョ・ゴンサレス・マルティネスとワイン作りを始めた。

#### バレンシアCF復帰後

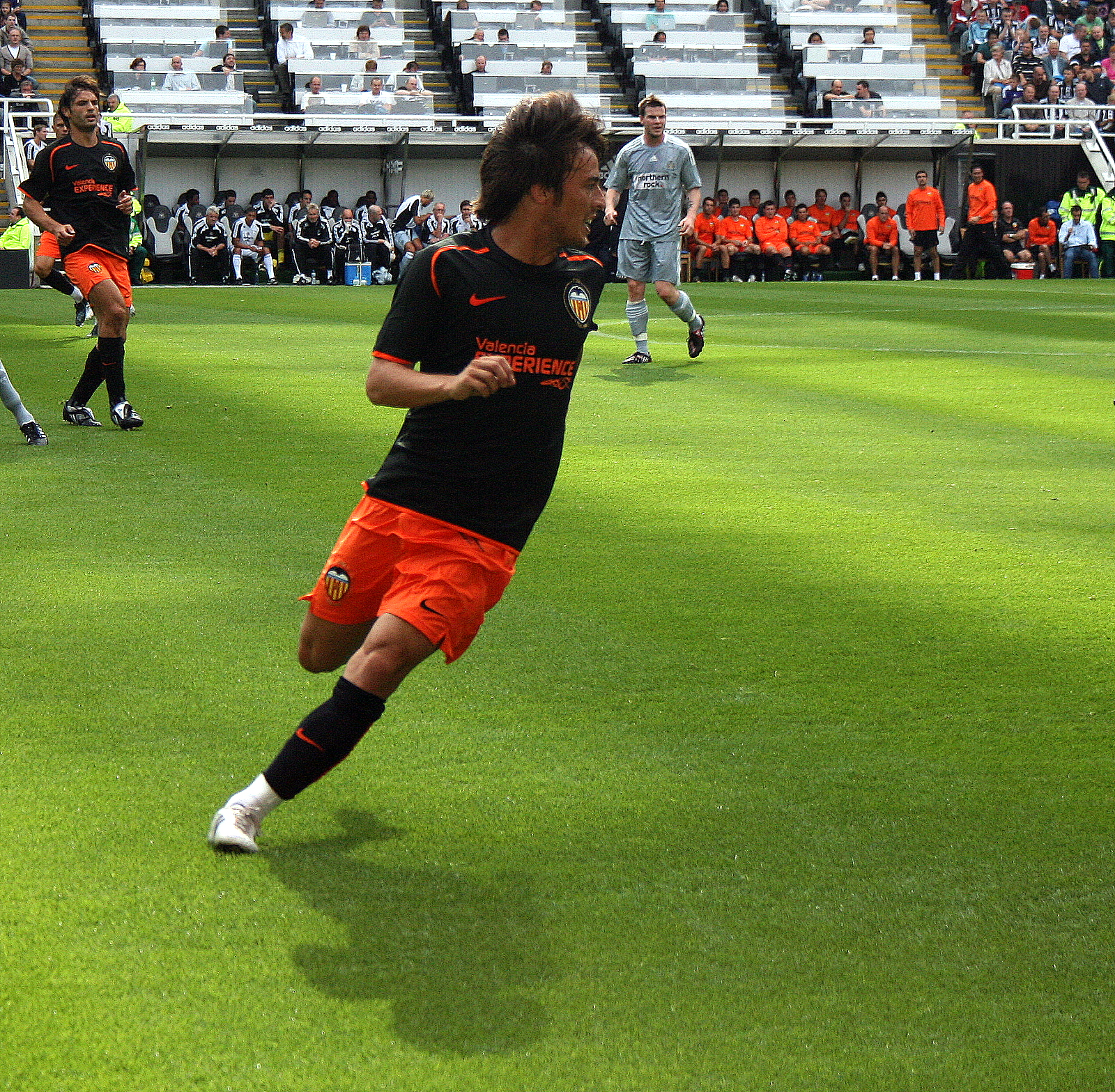
バレンシアでプレーするシルバ

プレミアリーグのトッテナム・ホットスパーFCが彼のプレーに着目してオファーを出したが、その報道が出ると、すぐにバレンシアと長期のプロ契約を結んだ。2006年夏にバレンシアに復帰し、レアル・サラゴサへ移籍したパブロ・アイマールが着けていた背番号21番を引き継ぐように直接指名された。FCバルセロナ戦ではゴールを挙げた。2007年、UEFAチャンピオンズリーグではベスト16のインテル・ミラノ戦と準々決勝のチェルシーFC戦においてミドルシュートを決めた。2006-07シーズンと2007-08シーズンを合わせてリーグ戦の6試合しか欠場せず、2006年11月5日のRCDエスパニョール戦でバレンシアCF復帰後初ゴールを決めて以降、2シーズン合わせて14得点を記録した。
UEFA EURO 2008後は、クラブの財政難からFWダビド・ビジャ、MFホアキン・サンチェスらと共に移籍の噂が絶えなかった。FCバルセロナがACミランへ移籍したロナウジーニョの後釜として、マンチェスター・ユナイテッドFCが獲得を試み、リヴァプールFCもシルバ獲得を試みていた。こうした各クラブの獲得の動きがあったものの、2007-08シーズン終了後に就任したビセンテ・ソリアーノ (Vicente Soriano) 会長は、断固として彼を売却しない意思を表明してこれらのオファーを拒否し、2008年8月には契約を5年間延長した。
2008-09シーズンの開幕から3ヶ月間は慢性的な足首の怪我により招集メンバーから外れ、2008年12月中旬に復帰したが、シーズンを通して19試合出場4得点に終わった。2009年1月3日、ホームでのアトレティコ・マドリード戦では2ゴールを挙げた。2009-10シーズンは自己最多のシーズン8ゴールを記録し、チームもUEFAチャンピオンズリーグ出場圏内の3位でシーズンを終えた。2010年4月15日のアスレティック・ビルバオ戦（ホーム）では2得点を決め、UEFAヨーロッパリーグラウンド16のヴェルダー・ブレーメン戦2ndレグでは1試合に3アシストを決め、試合は4-4の引き分けという結果となった。

### マンチェスター・シティ

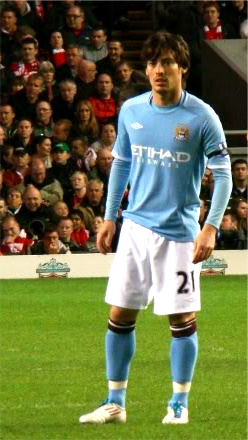
シティでプレーするシルバ

2010年6月30日に、イングランド・プレミアリーグのマンチェスター・シティFCへの移籍が内定し、2010年7月14日に4年契約を交わした。移籍金は推定で2500万ポンドで、背番号は21番に決定した。8月14日のトッテナム戦でプレミアリーグデビューし、9月16日のUEFAヨーロッパリーグ・レッドブル・ザルツブルク戦（アウェー）で8分に移籍後初得点を決めた。またリーグ戦では6得点17アシストの活躍を見せ、チームのプレミアリーグ初制覇に大きく寄与した。2013-14シーズン、リーグ戦では7ゴール12アシストを決め、2度目のリーグ制覇に大きく寄与した。
2014-15シーズン、12月20日、プレミアリーグ第17節のクリスタル・パレス戦でマンチェスター・シティでの公式戦通算200試合目の出場を飾った。2015年9月プレミアリーグ8月の最優秀選手に選ばれた。
2018年9月15日のフラム戦で350試合出場を達成更にプレミアリーグ通算50ゴールを決めた。FAカップ決勝のワトフォード戦では決勝ゴールを決め、リーグ、リーグカップ、FAカップの3冠達成に貢献した。
2019-20シーズンから、退団したコンパニの跡を継ぎ、新キャプテンになることが発表された。7月8日のニューカッスル・ユナイテッド戦では2つのアシストを決め、リーグ戦でのアシスト数を二桁の大台に乗せ、プレミアリーグの通算合計アシスト数を121とし、これで加入後は全てのシーズンで(リーグ戦、カップ戦の合計)二桁以上のアシストを記録したこととなった。在籍中公式戦436試合に出場76ゴールを挙げただけでなく多くのアシストも決めるなど、クラブの躍進に重要な役割を果たし続けた功績から、スタジアム前に銅像が建設されることをチームが明かした。

### レアル・ソシエダ
2020年8月17日、SSラツィオなどからの関心が報じられる中、レアル・ソシエダに加入した。9月21日、ラ・リーガのレアル・マドリード戦にて後半から途中出場して移籍後初出場を果たすと、10月25日のSDウエスカ戦では2アシストを記録し、4-1での勝利に貢献した。1週間後のセルタ・デ・ビーゴ戦では初ゴールも挙げた。セルタ戦以降も高いパフォーマンスレベルを発揮し、11月にはWhoscored選出の11月ラ・リーガベストイレブン、さらには同月のレアル・ソシエダ最優秀選手に選ばれた。2月21日、アラベスとのリーグ戦にてウエスカ戦以来となる2アシストを記録し、この2020-21シーズンで唯一複数試合で複数アシストを記録した選手となった。4月3日、この日のアスレティック・ビルバオとのコパ・デル・レイ決勝に先発出場したシルバは後半の63分にベンチに下がるまでプレーし、1987年以来となるクラブのメジャータイトル獲得に貢献した。シルバにとってはキャリア19個目のタイトルとなり、コパ・デル・レイは2回目の獲得となった。
2022-23シーズン、37歳の誕生日に行われた、第16節のアルメリア戦ではシーズン初ゴールを決めた。
2023年7月27日、現役を引退する事を表明した。 7月19日、クラブの練習中にシルバは左膝を負傷した。MRI検査の結果、前十字靭帯の断裂が判明したため、負傷の状況を鑑みて決断した。自身のInstagramにおいてシルバは「今日は悲しい日だ。人生すべてをかけて捧げたものへ別れを告げる日なのだから。自分にとって家族同然の同僚へもさよならを言う日が来た。君たちのことがとても恋しくなるよ。みんなのおかげで落ち着いた気持ちでいられている。ありがとう」と綴っている。

## 代表経歴
スペインの世代別代表に初めて選ばれたのは、U-15代表である。2002年にはUEFA U-17欧州選手権で4位に入り、2003年にフィンランドで行われたFIFA U-17ワールドカップでは3ゴールを決めた。2005年のFIFAワールドユース選手権ではチーム2位の4ゴールを決めて得点ランキング4位に入り、チームは優勝したアルゼンチンに準々決勝で敗れてベスト8で大会を終えた。
2006年11月15日、ホームでのルーマニアとの親善試合でスペインA代表デビューし、その後も継続して招集を受けた。2007年8月22日、ギリシャとの親善試合で、初得点を含む2得点を記録した。UEFA EURO 2008予選において シャビ・エルナンデス、セスク・ファブレガス、アンドレス・イニエスタと組む中盤は「クアトロ・フゴーネス」（Cuatro Jugones、4人の創造者たち）と呼ばれた。本大会のメンバーにも順当に選ばれ、準決勝のロシア戦では、ショートコーナーから試合を決定付ける3点目を決めた。決勝のドイツ戦では、ポドルスキを小突いたとしてドイツ代表選手たちがシルバににじり寄って口論となる出来事があり、試合の緊張状態を緩和するためにカソルラと交代させられたが、チームは1-0で勝利して44年ぶり2度目の欧州制覇を果たした。
2010 FIFAワールドカップ欧州予選にもレギュラーとして出場し、予選記録となる10連勝で本大会進出を決めた。バレンシアCFの同僚3人とともに本大会出場メンバーに選ばれたが、南アフリカで開催された本大会では自身のコンディションが万全でなかったため、グループリーグ初戦のスイス戦（0-1で敗北）には先発出場したが、先発出場はこの1試合だけ、また準決勝のドイツ戦でも1ゴールを決めるなど、優勝に貢献した。大会後初の親善試合となった2010年8月11日のメキシコ戦ではロスタイムに同点弾を決め、9月3日に行われたUEFA EURO 2012予選のリヒテンシュタイン戦では62分に得点した。
UEFA EURO 2012では、グループリーグ第2戦のアイルランド戦では1ゴール3アシストの活躍を見せ、決勝のイタリア戦でも1ゴールを決めるなど、優勝に貢献した。
2014 FIFAワールドカップでは大会連覇を目指し、グループリーグの3試合に出場したが、決勝トーナメントにも進出出来なかった。
UEFA EURO 2016のグループリーグ・チェコ戦に出場し、代表通算100試合出場を達成した。
2018年8月13日、2018 FIFAワールドカップでは全4試合に先発出場したが、ラウンド16でPK戦の末、ロシアに敗れた。大会終了後、代表引退を表明した。

## プレースタイル・評価
寡黙な選手であり、ボールを奪われることは非常に少なく、ポジショニングにも優れている。好不調の波もあまりなく、常に安定感あるプレイをする。
アンドレス・イニエスタは、対戦した中で最も衝撃的だった選手としてダビド・シルバの名前を挙げ、「とにかく上手い」と評している。
ティエリ・アンリはシルバを「このリーグ(プレミアリーグ)で我々が見てきた中で最も創造性のあるMF」と述べ、「どのチーム相手にも同じようにプレイし、ボールを要求している」とコメントした。
子供の頃に憧れていた選手としてはミカエル・ラウドルップの名前を挙げている。

## 個人成績

### クラブ
2021-22シーズン終了時点
| クラブ                 | シーズン | リーグ戦 | リーグ戦 | カップ戦 | カップ戦 | リーグカップ戦 | リーグカップ戦 | UCL,UEL | UCL,UEL | その他 | その他 | 合計 | 合計 |
| クラブ                 | シーズン | 試合     | 得点     | 試合     | 得点     | 試合           | 得点           | 試合    | 得点    | 試合   | 得点   | 試合 | 得点 |
| ---------------------- | -------- | -------- | -------- | -------- | -------- | -------------- | -------------- | ------- | ------- | ------ | ------ | ---- | ---- |
| SDエイバル             | 2004-05  | 35       | 5        | 0        | 0        | -              | -              | -       | -       | -      | -      | 35   | 5    |
| SDエイバル             | 合計     | 35       | 5        | 0        | 0        | -              | -              | -       | -       | -      | -      | 35   | 5    |
| セルタ                 | 2005-06  | 34       | 4        | 0        | -        | -              | -              | -       | -       | -      | -      | 34   | 4    |
| セルタ                 | 合計     | 34       | 4        | 0        | 0        | -              | -              | -       | -       | -      | -      | 34   | 4    |
| バレンシアCF           | 2006-07  | 36       | 4        | 4        | 2        | -              | -              | 11      | 3       | -      | -      | 51   | 9    |
| バレンシアCF           | 2007–08  | 34       | 5        | 3        | 1        | -              | -              | 8       | 1       | -      | -      | 45   | 7    |
| バレンシアCF           | 2008–09  | 19       | 4        | 3        | 0        | -              | -              | 3       | 1       | 2      | 1      | 27   | 6    |
| バレンシアCF           | 2009–10  | 30       | 8        | 2        | 1        | -              | -              | 4       | 1       | -      | -      | 36   | 10   |
| バレンシアCF           | 合計     | 119      | 21       | 12       | 4        | -              | -              | 26      | 6       | 2      | 1      | 159  | 32   |
| マンチェスター・シティ | 2010–11  | 35       | 4        | 7        | 1        | 1              | 0              | 10      | 1       | -      | -      | 53   | 6    |
| マンチェスター・シティ | 2011–12  | 36       | 6        | 1        | 0        | 1              | 0              | 10      | 2       | 1      | 0      | 49   | 8    |
| マンチェスター・シティ | 2012–13  | 32       | 4        | 5        | 0        | 0              | 0              | 3       | 0       | 1      | 0      | 41   | 5    |
| マンチェスター・シティ | 2013–14  | 27       | 7        | 3        | 0        | 4              | 0              | 6       | 1       | -      | -      | 40   | 8    |
| マンチェスター・シティ | 2014–15  | 32       | 12       | 2        | 0        | 1              | 0              | 6       | 0       | 1      | 0      | 42   | 12   |
| マンチェスター・シティ | 2015–16  | 24       | 2        | 4        | 2        | 0              | 0              | 8       | 2       | -      | -      | 36   | 6    |
| マンチェスター・シティ | 2016–17  | 34       | 4        | 4        | 2        | 0              | 0              | 7       | 2       | -      | -      | 45   | 8    |
| マンチェスター・シティ | 2017–18  | 29       | 9        | 2        | 0        | 2              | 1              | 7       | 0       | -      | -      | 40   | 10   |
| マンチェスター・シティ | 2018–19  | 33       | 6        | 5        | 1        | 3              | 0              | 9       | 3       | 0      | 0      | 50   | 10   |
| マンチェスター・シティ | 2019–20  | 27       | 6        | 5        | 0        | 3              | 0              | 2       | 0       | 1      | 0      | 38   | 6    |
| マンチェスター・シティ | 合計     | 309      | 60       | 38       | 6        | 15             | 1              | 68      | 11      | 4      | 0      | 434  | 79   |
| レアル・ソシエダ       | 2020-21  | 21       | 2        | 0        | 0        | 0              | 0              | 5       | 0       | 0      | 0      | 26   | 2    |
| レアル・ソシエダ       | 2021-22  | 25       | 2        | 3        | 0        | -              | -              | 4       | 0       | -      | -      | 32   | 2    |
| レアル・ソシエダ       | 2022-23  | 28       | 2        | 1        | 0        | -              | -              | 5       | 1       | -      | -      | 34   | 3    |
| レアル・ソシエダ       | 合計     | 74       | 6        | 4        | 0        | 0              | 0              | 14      | 1       | 0      | 0      | 92   | 7    |
| 合計                   | 合計     | 571      | 96       | 54       | 10       | 15             | 1              | 108     | 18      | 6      | 1      | 754  | 126  |

## 代表歴

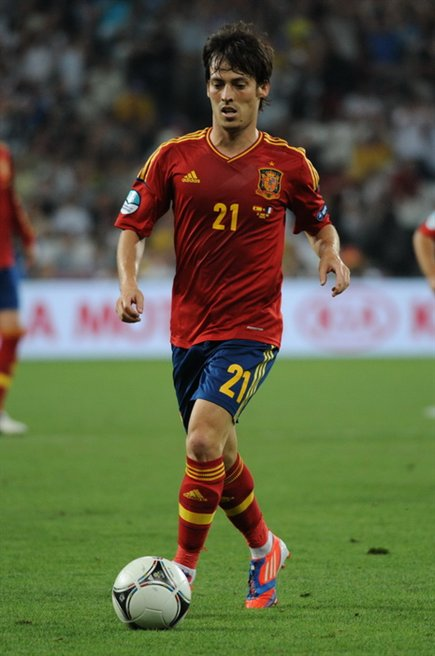
スペイン代表でのシルバ
(EURO 2012にて)

### 出場大会
- スペイン代表
  - 2010 FIFAワールドカップ
  - 2014 FIFAワールドカップ
  - 2018 FIFAワールドカップ

### 試合数
- 国際Aマッチ 125試合 35得点（2006年-2018年）[56]

| スペイン代表 | 国際Aマッチ | 国際Aマッチ |
| 年           | 出場        | 得点        |
| ------------ | ----------- | ----------- |
| 2006         | 1           | 0           |
| 2007         | 10          | 2           |
| 2008         | 9           | 1           |
| 2009         | 12          | 3           |
| 2010         | 12          | 4           |
| 2011         | 10          | 4           |
| 2012         | 15          | 4           |
| 2013         | 8           | 2           |
| 2014         | 10          | 2           |
| 2015         | 7           | 1           |
| 2016         | 15          | 5           |
| 2017         | 9           | 7           |
| 2018         | 7           | 0           |
| 通算         | 125         | 35          |

### 得点
| #   | 日時           | 場所                                             | 対戦相手                 | スコア | 最終結果 | 大会                                 |
| --- | -------------- | ------------------------------------------------ | ------------------------ | ------ | -------- | ------------------------------------ |
| 1.  | 2007年8月22日  | テッサロニキ、トゥンバ・スタジアム               | ギリシャ                 | 2 – 2  | 2 – 3    | 親善試合                             |
| 2.  | 2007年8月22日  | テッサロニキ、トゥンバ・スタジアム               | ギリシャ                 | 2 – 3  | 2 – 3    | 親善試合                             |
| 3.  | 2008年6月26日  | ウィーン、エルンスト・ハッペル・シュターディオン | ロシア                   | 0 – 3  | 0 – 3    | UEFA EURO 2008                       |
| 4.  | 2009年9月5日   | ア・コルーニャ、リアソール                       | ベルギー                 | 1 – 0  | 5 – 0    | 2010 FIFAワールドカップ予選          |
| 5.  | 2009年9月5日   | ア・コルーニャ、リアソール                       | ベルギー                 | 4 – 0  | 5 – 0    | 2010 FIFAワールドカップ予選          |
| 6.  | 2009年10月14日 | ゼニツァ、ビリノ・ポリェ                         | ボスニア・ヘルツェゴビナ | 0 – 2  | 2 – 5    | 2010 FIFAワールドカップ予選          |
| 7.  | 2010年6月8日   | ムルシア、コンドミーナ                           | ポーランド               | 2 – 0  | 6 – 0    | 親善試合                             |
| 8.  | 2010年8月11日  | メキシコシティ、エスタディオ・アステカ           | メキシコ                 | 1 – 1  | 1 – 1    | 親善試合                             |
| 9.  | 2010年9月3日   | ファドゥーツ、ラインパーク・シュタディオン       | リヒテンシュタイン       | 0 – 4  | 0 – 4    | UEFA EURO 2012予選                   |
| 10. | 2010年10月8日  | サラマンカ、エスタディオ・エル・エルマンティコ   | リトアニア               | 3 – 1  | 3 – 1    | UEFA EURO 2012予選                   |
| 11. | 2011年2月9日   | マドリード、サンティアゴ・ベルナベウ             | コロンビア               | 1 – 0  | 1 – 0    | 親善試合                             |
| 12. | 2011年10月11日 | アリカンテ、エスタディオ・ホセ・リコ・ペレス     | スコットランド           | 1 – 0  | 3 – 1    | UEFA EURO 2012予選                   |
| 13. | 2011年10月11日 | アリカンテ、エスタディオ・ホセ・リコ・ペレス     | スコットランド           | 2 – 0  | 3 – 1    | UEFA EURO 2012予選                   |
| 14. | 2011年11月15日 | サンホセ、ナシオナル                             | コスタリカ               | 2 – 1  | 2 – 2    | 親善試合                             |
| 15. | 2012年2月29日  | マラガ、ラ・ロサレーダ                           | ベネズエラ               | 2 – 0  | 5 – 0    | 親善試合                             |
| 16. | 2012年6月3日   | セビリア、ラ・カルトゥッハ                       | 中国                     | 1 – 0  | 1 – 0    | 親善試合                             |
| 17. | 2012年6月14日  | グダニスク、PGEアリーナ                          | アイルランド             | 2 – 0  | 4 – 0    | UEFA EURO 2012                       |
| 18. | 2012年7月1日   | キエフ、オリンピスキ・スタジアム                 | イタリア                 | 1 – 0  | 4 – 0    | UEFA EURO 2012                       |
| 19. | 2013年6月20日  | リオデジャネイロ、マラカナン                     | タヒチ                   | 2 – 0  | 10 – 0   | FIFAコンフェデレーションズカップ2013 |
| 20. | 2013年6月20日  | リオデジャネイロ、マラカナン                     | タヒチ                   | 10 – 0 | 10 – 0   | FIFAコンフェデレーションズカップ2013 |
| 21. | 2014年9月8日   | バレンシア、エスタディオ・シウダ・デ・バレンシア | 北マケドニア             | 4 – 1  | 5 – 1    | UEFA EURO 2016予選                   |
| 22. | 2014年10月12日 | ルクセンブルク市、スタッド・ヨジー・バーテル     | ルクセンブルク           | 0 – 1  | 0 – 4    | UEFA EURO 2016予選                   |
| 23. | 2015年6月14日  | ボリソフ、ボリソフ・アレナ                       | ベラルーシ               | 0 – 1  | 0 – 1    | UEFA EURO 2016予選                   |
| 24. | 2016年6月1日   | ザルツブルク、レッドブル・アレーナ               | 韓国                     | 1 – 0  | 6 – 1    | 親善試合                             |
| 25. | 2016年9月1日   | ブリュッセル、ボードゥアン国王競技場             | ベルギー                 | 0 – 1  | 0 – 2    | 親善試合                             |
| 26. | 2016年9月1日   | ブリュッセル、ボードゥアン国王競技場             | ベルギー                 | 0 – 2  | 0 – 2    | 親善試合                             |
| 27. | 2016年9月5日   | マドリード、エスタディオ・ビセンテ・カルデロン   | リヒテンシュタイン       | 3 – 0  | 8 – 0    | 2018 FIFAワールドカップ予選          |
| 28. | 2016年9月5日   | マドリード、エスタディオ・ビセンテ・カルデロン   | リヒテンシュタイン       | 8 – 0  | 8 – 0    | 2018 FIFAワールドカップ予選          |
| 29. | 2017年3月24日  | ヒホン、エル・モリノン                           | イスラエル               | 1 – 0  | 4 – 1    | 2018 FIFAワールドカップ予選          |
| 30. | 2017年3月29日  | パリ、スタッド・ドゥ・フランス                   | フランス                 | 1 – 0  | 2 – 0    | 親善試合                             |
| 31. | 2017年6月8日   | ムルシア、コンドミーナ                           | コロンビア               | 1 – 0  | 2 – 0    | 親善試合                             |
| 32. | 2017年6月11日  | スコピエ、ピリッポス2世アレナ                    | 北マケドニア             | 0 – 1  | 1 – 2    | 2018 FIFAワールドカップ予選          |
| 33. | 2017年9月5日   | ファドゥーツ、ラインパーク・シュタディオン       | リヒテンシュタイン       | 0 – 4  | 0 – 8    | 2018 FIFAワールドカップ予選          |
| 34. | 2017年11月10日 | マラガ、ラ・ロサレーダ                           | コスタリカ               | 3 – 0  | 5 – 0    | 親善試合                             |
| 35. | 2017年11月10日 | マラガ、ラ・ロサレーダ                           | コスタリカ               | 4 – 0  | 5 – 0    | 親善試合                             |

## タイトル

### クラブ
バレンシアCF
- コパ・デル・レイ : 2007-08

マンチェスター・シティ
- プレミアリーグ : 2011-12, 2013-14, 2017-18, 2018-19
- FAカップ : 2010-11, 2018-19
- EFLカップ : 2013-14, 2015-16, 2017-18, 2018-19, 2019-20
- FAコミュニティ・シールド : 2012, 2018, 2019

レアル・ソシエダ
- コパ・デル・レイ : 2019-20

### 代表
- UEFA U-19欧州選手権 : 2004
- UEFA欧州選手権 : 2008, 2012
- FIFAワールドカップ : 2010

### 個人
- FIFA U-17世界選手権ブロンズボール : 2003
- ESMチーム・オブ・ザ・マンス : 2007年2月
- ペドロ・サバーリャ賞 : 2004-05
- PFA年間ベストイレブン : 2018